# Другий Латеранський собор

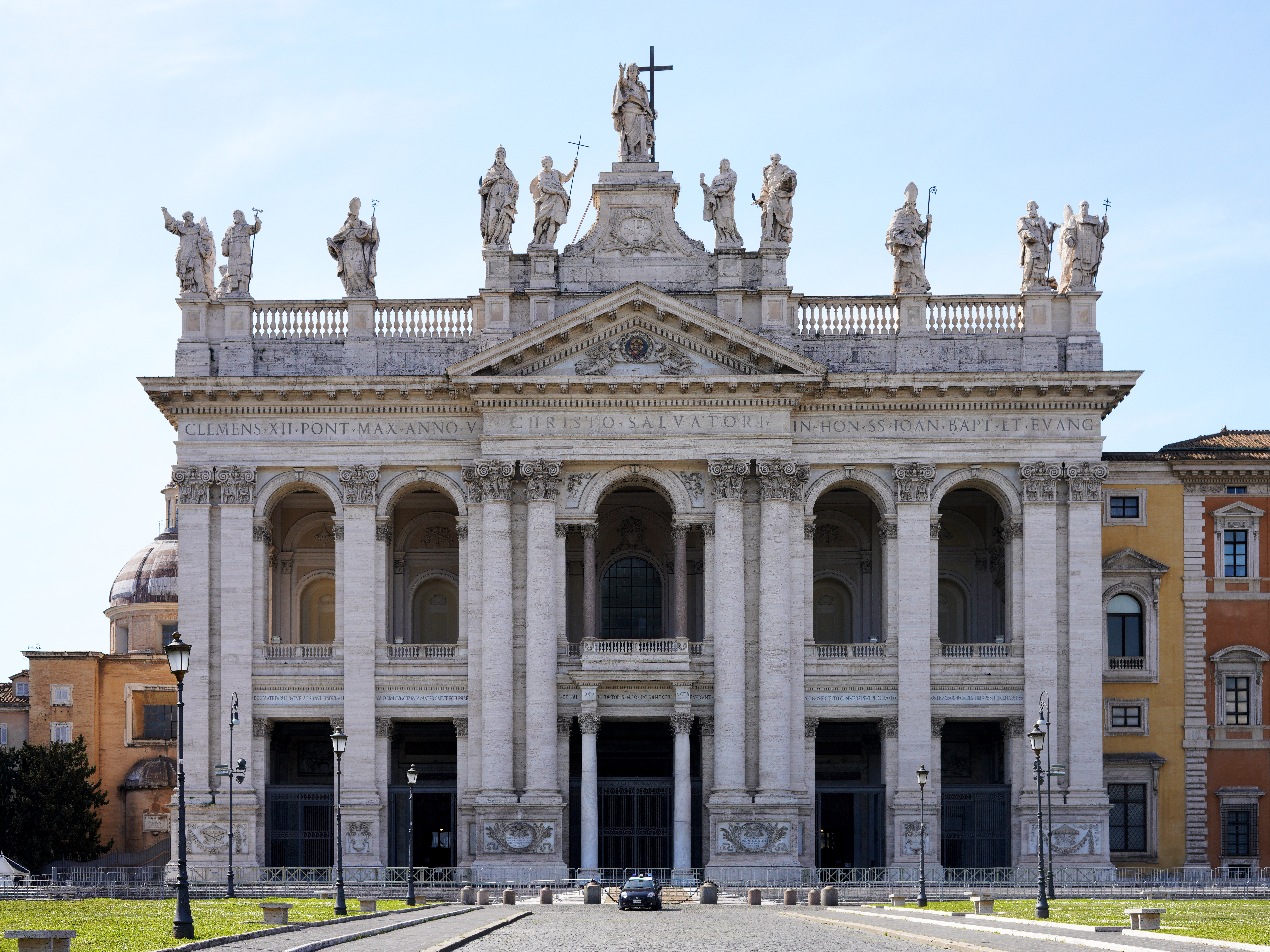
Базиліка св. Івана в Латерані

Дру́гий Латера́нський собо́р — собор католицької церкви, скликаний Папою Іннокентієм II, що проходив у квітні 1139 року у Латеранському палаці в Римі, католицькою церквою визнається як X вселенський.
Головним завданням собору стало подолання схизми, що сталася через те, що частина духівництва не визнала обрання Іннокентія ІІ папою і проголосила римським єпископом Анаклета II. 1138 року Анаклет II помер. Собор скасував всі освячення Анаклета II та усунув з церковних урядів усіх духівників, призначених антипапою Анаклетом II. Також було відлучено від церкви коронованого Анаклетом короля Сицилії Рожера ІІ. Був засуджений до вигнання Арнольд Брешіанський, що виступав за позбавлення папи римського світської влади. 
Положення цієї ради можна вважати першою в історії Європи  ковенцією про міжнародні правил ведення війни. Християни відмовилися від використання арбалетів у війнах між собою.